# فرانک ریبو
فرانک ریبود، (به فرانسوی: Franck Riboud) (زاده ۷ دسامبر ۱۹۵۵) کارآفرین، بازرگان و مدیر ارشد اجرایی فرانسوی است، که در حال حاضر به‌عنوان مدیر عامل اجرایی و رییس هیئت مدیره شرکت دانون فعالیت می‌کند. وی از هیئت مدیره شرکت خودروسازی رنو نیز می‌باشد.